# Processo penale italiano
Il processo penale italiano è la porzione del procedimento penale in Italia che si apre a seguito dell'esercizio dell'azione penale che avviene nei modi di volta in volta previsti per il processo ordinario o per quello speciale applicato al caso concreto. Il sistema processuale adottato in Italia è un sistema misto tendenzialmente accusatorio.

## Storia
A partire dal secondo dopoguerra e per molto tempo la disciplina fondamentale del codice penale italiano è stata il codice Rocco del 1930, parallelamente al codice di procedura penale italiano del 1930, importanti novità vennero introdotte solo con l'emanazione di un nuovo codice di procedura penale nel 1988 che introdusse una nuova disciplina generale più compatibile con l'ordinamento italiano dopo la nascita della Repubblica Italiana.

## Caratteristiche generali
Con la riforma del codice di procedura penale approvata nel 1989, prima del processo si realizza il procedimento penale in senso stretto, ovvero la fase che inizia con l'acquisizione della notizia di reato e si concreta nelle indagini preliminari compiute dal pubblico ministero (PM) e dalla polizia giudiziaria al solo fine di esperire l'azione penale: durante questa fase, cioè, il PM si deve solo preoccupare di raccogliere elementi per verificare se si debba o meno esercitare l'azione penale, nei confronti di un soggetto detto "indagato". Solo e soltanto con l'esercizio dell'azione penale il procedimento penale in senso stretto termina e inizia il processo; a questo punto la persona sottoposta alle indagini diventa "imputato" . Per quel che riguarda il processo in sé, l'assunzione della prova è riservata al dibattimento, salvo per l'incidente probatorio. Nel nuovo processo il PM ha un carattere spiccatamente accusatorio, mentre si è data attuazione al principio dispositivo. Principio dispositivo peraltro temperato dal potere del giudice di disporre anche d'ufficio, terminata l'istruttoria dibattimentale, l'assunzione di nuove prove ai sensi dell'art. 507 del codice di procedura penale. 
Il processo penale è regolato inoltre dal principio del contraddittorio nella formazione della prova, dalla parità fra le parti processuali e dell'imparzialità del giudice (art. 111 § II della Costituzione). La colpevolezza dell'imputato non può essere provata sulla base di dichiarazioni rese da chi si è sottratto volontariamente e per libera scelta all'interrogatorio dell'imputato ovvero del suo avvocato difensore (art. 111 § IV della Costituzione). La possibilità di autodifesa nel giudizio penale - secondo la sentenza Corte Suprema di Cassazione seconda sezione penale, n. 40715 del 16 luglio 2013 - non è da ritenersi ammissibile se non entro limiti previsti da norme dell'ordinamento giuridico, per cui è obbligatoria la presenza di un avvocato.

## Le fonti normative
Numerose sono le fonti del diritto che disciplinano il processo penale: partendo dalla fonte primaria, la Costituzione Italiana, si hanno molte garanzie, come l'art.13 che prevede l'inviolabilità della libertà personale, l'art.15 sulla segretezza e libertà della corrispondenza, l'art. 24 che al comma secondo sancisce l'inviolabilità del diritto di difesa, l'art.25 comma 1 sul principio del giudice naturale precostituito, l'art.27 comma 2 sulla presunzione di non colpevolezza, l'art.97 comma 1° che prevede l'imparzialità della pubblica amministrazione italiana ed infine l'art.112 sull'obbligatorietà dell'azione penale.
L'articolo 6 della Convenzione Europea dei diritti dell'Uomo, che ha stabilito i principi del "giusto processo", è entrato nel nostro ordinamento con rango supremo dal 1999, quando vi si è uniformato l'art.111 della Costituzione per mezzo di un'apposita revisione costituzionale. 
A livello internazionale, i medesimi principi sono oggetto anche del Patto internazionale sui diritti civili e politici.

## Le fasi

### L'avvio di un procedimento penale
A monte c'è l'instaurazione di un procedimento penale, caratterizzato dalle indagini preliminari volte ad acquisire elementi utili ed a stabilire se vi siano condizioni di procedibilità, che porterà all'instaurarsi di udienza preliminare, in caso contrario si avrà archiviazione.
Nei procedimenti speciali che omettono l'Udienza preliminare (giudizio immediato, giudizio direttissimo e procedimento per decreto), il processo comincia con la richiesta formulata dal pubblico ministero, al ricorrere dei presupposti previsti dalla legge. Con l'apertura del processo penale, l'indagato (o colui che è stato sottoposto ad arresto o a fermo) acquisisce la qualifica di imputato.

### Il rinvio a giudizio
La richiesta è formulata dal pubblico ministero, e deve contenere una serie di elementi tra i quali l'enunciazione in forma chiara e precisa della imputazione. Tale elemento è di fondamentale importanza poiché fissa l'oggetto dell'udienza preliminare e soprattutto garantisce all'imputato di esercitare compiutamente il diritto di difesa. La richiesta viene depositata nella cancelleria del giudice competente (GIP) il quale fissa l'udienza e ne fa dare avviso alle parti.

### Gli atti preliminari
Il Libro VII del Codice di Procedura Penale si apre con il titolo I dedicato agli atti preliminari, ovvero quegli atti che possono essere compiuti prima dell'inizio dell'udienza dibattimentale, deputata all'acquisizione degli elementi oggetto del dibattimento. Durante questa fase, il Presidente del Tribunale o della Corte di Assise può anticipare l'udienza o differirla se sussistono dei giustificati motivi. Il decreto deve essere tempestivamente notificato alle parti (art. 465 c.p.p.). A lui spetta anche il compito di disporre, a richiesta di parte, l'assunzione di prove non rinviabili qualora sussista una delle ipotesi previste dall'art. 392 c.p.p., ipotesi che consentono l'attivazione dell'incidente probatorio. Ai sensi dell'art. 467, comma 3, 
In questa fase, inoltre, le parti interessate devono provvedere al deposito in cancelleria della lista contenente i nomi dei soggetti da esaminare nel corso dell'istruzione dibattimentale: testimoni, periti o consulenti tecnici, ma anche di persone imputate in un procedimento connesso a norma dell'art. 12, comma 1, lettera a), nei confronti delle quali si procede o si è proceduto separatamente e che non possono assumere l'ufficio di testimone. Il deposito va effettuato almeno sette giorni prima della data fissata per il dibattimento (art. 467 c.p.p.). La lista deve indicare le circostanze su cui l'esame deve vertere; e, unitamente ad essa va presentata espressa richiesta di acquisizione dei verbali di prove di altro procedimento, qualora la parte sia interessata a farlo.

### Il dibattimento
Il dibattimento di primo grado è il momento centrale del processo, essendo il luogo privilegiato per la realizzazione del contraddittorio tra le parti, nonché per la formazione della prova. La disciplina è contenuta nel Titolo II del Libro VII c.p.p..
L'udienza dibattimentale è pubblica, salvi i casi in cui si debba procedere a porte chiuse. Il giudice vi provvede con ordinanza revocabile pronunciata in pubblica udienza (art. 473 c.p.p.). Prima della formale dichiarazione di apertura del dibattimento, il presidente è tenuto a controllare la regolare costituzione delle parti (art. 484 c.p.p.). Le norme del codice di rito sono poste a tutela della partecipazione dell'imputato, per l'espletamento del diritto di difesa.

### La sentenza
Dopo la chiusura del dibattimento e le deliberazioni nella Camera di consiglio bisogna procedere con la formulazione della sentenza da parte degli stessi giudici che hanno partecipato al dibattimento.

## Determinazione e liquidazione delle spese legali
Il principio generale è che il pagamento è carico della parte soccombente nel processo civile, e in quello penale, in quest'ultimo solamente per i reati perseguiti dietro querela di parte (art. 452 c.p.), non per quelli perseguiti di ufficio dalla Procura della Repubblica.
Per il risarcimento circa la lesione del diritto a un equo processo è possibile proporre ricorso ai sensi della legge Pinto per "irragionevole durata del processo", oppure invocare l'indennizzo per ingiusta detenzione previsto dall'art. 643 del codice di procedura, anche nel caso di carcerazione preventiva. La sentenza della Suprema Corte di Cassazione 7 dicembre 2017, n. 55787 ha meglio specificato i criteri di quantificazione dell'ammontare.
Per quanto concerne i dipendenti della pubblica amministrazione italiana, secondo la sentenza della Suprema Corte di Cassazione Cassazione del 17 marzo 2015 n. 5264 essi hanno diritto al pagamento delle spese da parte dello stato solo se accusati di reati connessi alle loro funzioni. Dal perimetro sono state però escluse le cariche elettive: sindaci, assessori, consiglieri comunali poiché essi non sono legati all'ente da un rapporto di lavoro, né può essere applicata la disciplina del mandato. Riguardo alla quantificazione, la sentenza del 6 luglio 2015, a Sezioni Unite della Cassazione ha stabilito che ogni volta deve essere l'Avvocatura dello Stato a stabilire "limiti congrui di spesa" ai risarcimenti, con un evidente conflitto di interessi essendo chiamata al compito spettante ad un giudice terzo e imparziale, una delle parti in causa.